# Dlhé nad Cirochou
Dlhé nad Cirochou es un municipio del distrito de Snina en la región de Prešov, Eslovaquia, con una población estimada a final del año 2024 de 1868 habitantes.
Se encuentra ubicado al este de la región, en el valle del río Cirocha (cuenca hidrográfica del río Tisza) y cerca de la frontera con Ucrania.

## Demografía
| Año        | 1994 | 2004    | 2014    | 2024    |
| ---------- | ---- | ------- | ------- | ------- |
| Población  | 2029 | 2106    | 1995    | 1868    |
| Diferencia |      | +3,79 % | −5,27 % | −6,36 % |

| Año        | 2023 | 2024    |
| ---------- | ---- | ------- |
| Población  | 1851 | 1868    |
| Diferencia |      | +0,91 % |